# خف السيدة الملكة
خف السيدة المَلِكَة أو بابوجية الملكة (الاسم العلمي: Cypripedium reginae)، نوع من خف السيدة وفصيلة السحلبية. ساقها تعلو من 30 إلى 60 سم. أوراقها خملية النصال المهدبّة، عددها يرواح من 5 إلى 7. أهدابها لاهبة تشري الجلد.
أزهارها كبيرة القد، قطرها نحو 7 سم. شفيفتها وردية اللون. بتلاتها وفصلها تبنية. أعطانها في أمريكا الشمالية.
على الرغم من إنتاجة كمية كبيرة من البذور لكل جراب بذري، فإنه يتكاثر إلى حد كبير عن طريق التكاثر الخضري،
ولا يزال مقيدًا بالمنطقة الشمالية الشرقية للولايات المتحدة والمناطق الجنوبية الشرقية من كندا. على الرغم من أن هذا النبات النادر لم يكن شائعًا على الإطلاق، فقد أنخفض كثيرًا في نطاقه التاريخي بسبب فقدان الموائله.